# Walter Leake
Walter Leake, född 25 maj 1762 i Albemarle County, Virginia, död 17 november 1825 i Hinds County, Mississippi, var en amerikansk politiker (demokrat-republikan). Han representerade delstaten Mississippi i USA:s senat 1817–1820. Han var sedan guvernör i Mississippi från 1822 fram till sin död.
Leake deltog i amerikanska revolutionskriget och studerade sedan juridik. Han arbetade som advokat och som domare.
Mississippi blev 1817 delstat. Leake och Thomas Hill Williams valdes till de två första senatorerna. Leake avgick 1820 och efterträddes av David Holmes.
Leake efterträdde 1822 George Poindexter som guvernör. Han avled i ämbetet. Hans grav finns på familjekyrkogården i Hinds County, Mississippi. Leake County och Leakesville har fått sina namn efter Walter Leake.